# Capra d'Angora
La capra d'Angora (in turco Ankara keçisi) è una razza caprina originaria della provincia di Ankara, in Turchia.
Viene menzionata per la prima volta ai tempi di Mosè; il primo esemplare di questo animale giunse in Europa nel 1554 al seguito di Carlo V.

## Produttività
La caratteristica più importante di queste capre è la bellissima lana, detta mohair: ogni esemplare produce fra i 5 e gli 8 kg di mohair l'anno.
Le capre d'Angora vengono tosate due volte l'anno, a differenza di molte razze che consentono un'unica tosatura.
In realtà, i follicoli piliferi di questa capra producono un vello eterogeneo: dalla tosatura infatti si ottiene anche una fibra grossolana detta jarre, e altri tipi di fibre eterotipiche che nella lunghezza presentano le caratteristiche del jarre o del mohair.

## Caratteristiche
A causa della densità dei peli sul loro corpo, queste capre sono assai soggette a dermatiti ed a parassiti esterni rispetto alle altre razze.
Sono poco prolifiche, e la mortalità dei cuccioli nei primi giorni di vita è altissima. A causa della velocissima ricrescita della lana, inoltre, richiedono un'alimentazione specifica; queste tre caratteristiche ne frenano fortemente l'espansione fra gli allevatori. L'allevamento di capre d'Angora, e conseguentemente la produzione di mohair, si concentrano in Sudafrica, Turchia e Stati Uniti.
Per molto tempo, le capre d'Angora a manto bianco sono state privilegiate dagli allevatori: negli ultimi anni, però, si è fatta strada un'associazione che promuove lo sviluppo delle capre d'Angora dal manto colorato (il colore del manto può infatti variare dal nero scuro al marrone-rossiccio ed alle varie tonalità di grigio).

## Presenza nei media
La capra d'Angora è presente nella copertina dell'album dei Pearl Jam, Vs.